# Omicron Persei
Omicron Persei (Atik, Ati, Al Atik, Atiks, 38 Persei) é uma estrela na direção da constelação de Perseus. Possui uma ascensão reta de 03h 44m 19.13s e uma declinação de +32° 17′ 17.8″. Sua magnitude aparente é igual a 3.84. Considerando sua distância de 1475 anos-luz em relação à Terra, sua magnitude absoluta é igual a −0.48. Pertence à classe espectral B1III.